# دستگاه مختصات جهانی مرکاتور معکوس
دستگاه مختصات جهانی مرکاتور معکوس (انگلیسی: Universal Transverse Mercator coordinate system) که به اختصار یوتی‌ام (UTM) خوانده می‌شود، نوعی سیستم تصویر است که از دستگاه مختصات دکارتی دوبعدی جهت مشخص نمودن موقعیت بر روی سطح زمین بهره می‌گیرد. این دستگاه مختصاتی نوعی نمایش موقعیت افقی است و برای نمایش موقعیت بر روی زمین مستقل از فرازای (ارتفاع) آن به‌کار می‌رود ولی از چندین جهت با روش سنتی مختصات جغرافیایی (استفاده از عرض جغرافیایی و طول جغرافیایی) تفاوت دارد.
نقشه UTM بر اساس یک سیستم مختصات جهانی تهیه می‌شود که هر نقطه از کره زمین مختصات منحصربه فرد خودش را دارد. در واقع با تعیین مختصات یو تی ام گوشه‌های یک ملک، موقعیت آن با دقت خیلی زیاد در حد سانتیمتر و به‌طور منحصر به فرد روی کره زمین تثبیت می‌شود.
در سامانه یوتی‌ام زمین، به ۶۰ بخش (قاچ یا زون) تقسیم می‌شود که هر قاچ به‌اندازه ۶ درجه طول جغرافیایی است.

## پیشینه

زون‌های سیستم یوتی‌ام در ایالات متحده آمریکا بر اساس سیستم تصویر لامبرت

دستگاه مختصات جهانی مرکاتور معکوس در دهه ۱۹۴۰ میلادی توسط گروه مهندسی ارتش ایالات متحده آمریکا توسعه و گسترش یافت. این سامانه بر پایه بیضوی مرجع زمین بود. برای سرزمین اصلی ایالات متحده آمریکا از بیضوی کلارک ۱۸۶۶ و برای سایر نقاط دنیا ار جمله هاوایی از بیضوی بین‌المللی استفاده شد. امروزه از سامانه ژئودتیک جهانی ۱۹۸۴ برای مدل‌سازی زمین در سامانه یوتی‌ام می‌شود، این بدین معنی است که مختصات نقاط ممکن است تا بیش از ۲۰۰ متر با مختصات پیشین (بر اساس بیضوی کلارک) متفاوت باشد. برای مناطق جغرافیای مختلف، سایر سطوح مبنایی
(مانند ED50 و NAD83) نیز قابل استفاده است.
دستگاه مختصاتی مرکاتور معکوس با سامانه تصویر مرکاتور متفاوت است. سامانه مرکاتور در سال ۱۵۷۰ میلادی توسط گراردوس مرکاتور جغرافی‌دان و نقشه‌نگار فلاندری ابداع شد. مرکاتور سامانه تصویری مشابه است که در آن زاویه و شکل تقریبی زمین حفظ می‌شود ولی فاصله و مساحت دچار تغییر می‌شود، درحالی‌که سامانه مرکاتور معکوس داری تجانس ناهمسانگردی سامانه غیرخطی در امتداد طول و عرض جغرافیایی برای اطمینان از همسانی نقشه بر اساس بیضوی مرجع است.

## ویژگی‌ها

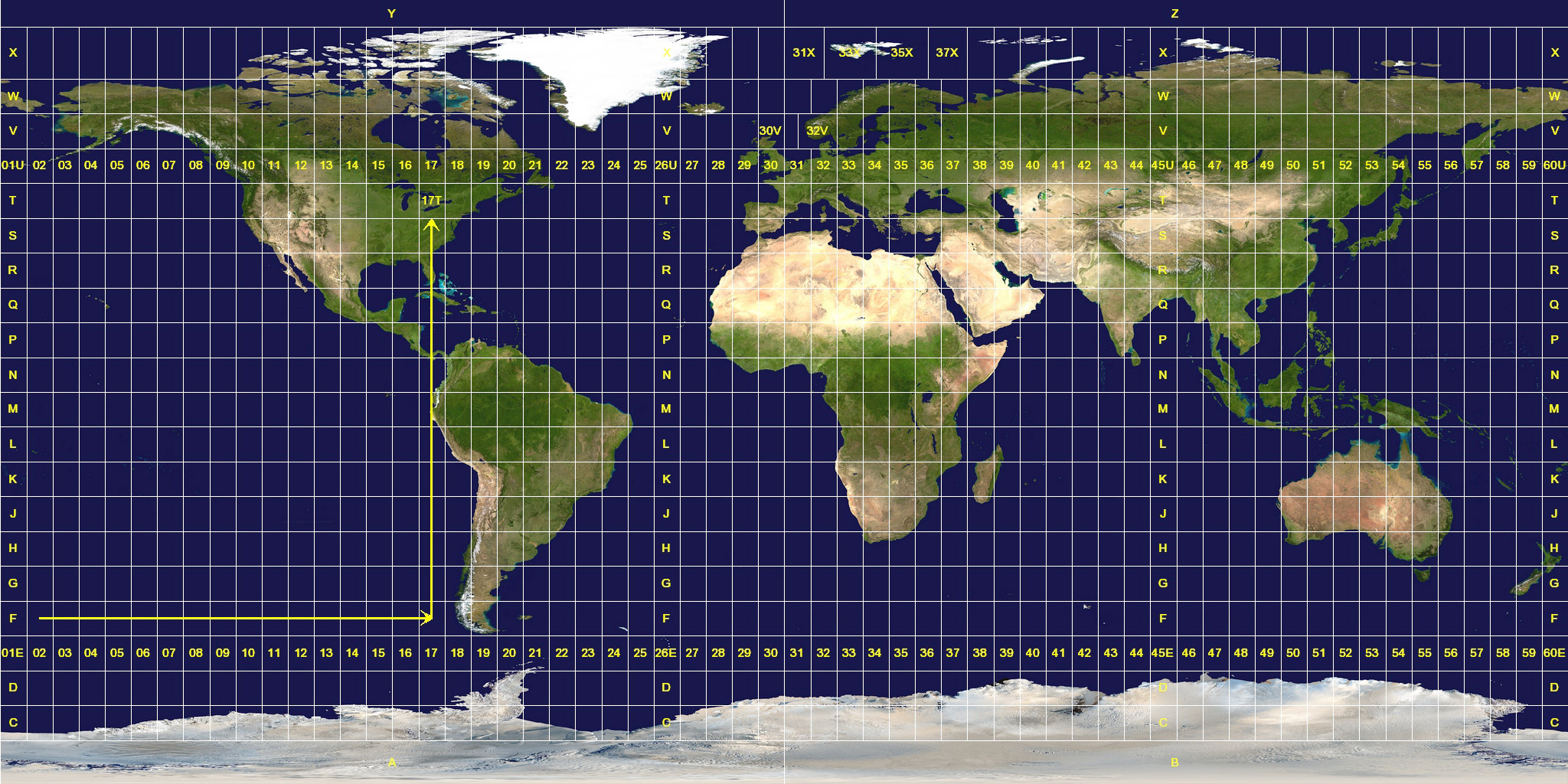
شبکه سیستم مختصات یوتی‌ام

سامانه یوتی‌ام زمین را در محدوده عرض جغرافیایی بین مدار ۸۰ درجه جنوبی تا مدار ۸۴ درجه شمالی به ۶۰ زون (قاچ) تقسیم می‌کند که هر قاچ به اندازه ۶ درجه طول جغرافیایی است (جمعاً ۳۶۰ درجه). قاچ ۱ طول جغرافیایی ۱۸۰ درجه تا ۱۷۴ درجه غربی را پوشش می‌دهد و به همین ترتیب شماره قاچ‌ها به سمت شرق افزایش می‌یابد و سرانجام قاچ ۶۰ طول جغرافیایی ۱۷۴ درجه تا ۱۸۰ درجه شرقی را می‌پوشاند.

## موقعیت‌یابی با استفاده از مختصات UTM
موقعیت روی زمین توسط شماره قاچ (زون) UTM و جفت مختصات «شرق» و «شمال» در آن منطقه داده می‌شود. نقطه مبدأ هر قاچ UTM تقاطع استوا و نصف النهار مرکزی قاچ است، اما برای جلوگیری از برخورد با عدد شرقی منفی، نصف‌النهار مرکزی هر قاچ در ۵۰۰٬۰۰۰ متر شرق تنظیم شده ست. در هر قاچ یک نقطه که دارای ۴۰۰۰۰۰ متر شرقی است، ۱۰۰ کیلومتری غرب نصف النهار مرکزی قرار دارد، که بر روی سامانه مختصات جهانی مرکاتور معکوس اندازه‌گیری شده است (یا کمتر از ۱۰۰ کیلومتر بر روی سطح واقعی زمین اندازه‌گیری می‌شود). UTM شرقی از حدود ۱۶۷۰۰۰ متر (در نزدیکی قطب) تا ۸۳۳۰۰۰ متر در استوا است. در موقعیت نیمکره شمالی از صفر در استوا به سمت شمال اندازه‌گیری می‌شود؛ مقدار حداکثر «شمال» در حدود ۹٬۳۰۰٬۰۰۰ متر در عرض جغرافیایی ۸۴ درجه شمالی که انتهای «شمال» قاچ‌های UTM است. در ناحیه نیمکره جنوبی، «شمال» به سمت جنوب کاهش پیدا می‌کند، از استوا تا حدود ۱٬۱۰۰٬۰۰۰ متر در ۸۰ درجه جنوب که انتهای جنوب قاچ‌های UTM است. شمال در استوا در ۱۰٬۰۰۰٬۰۰۰ متر تنظیم شده است، بنابراین هیچ نقطه‌ای از عدد «شمال» منفی ندارد.

## نقشه UTM
نقشه UTM نقشه ای است که موقعیت عوارض و نقاط برداشتی را در سیستم مختصات UTM نمایش می‌دهد. در واقع X و Y هر نقطه طبق سیستم UTM تعریف می‌شود. با تهیه نقشه UTM هر ملک علاوه بر اینکه می‌توانیم از ابعاد و مساحت دقیق آن مطلع شویم، می‌توانیم موقعیت آن را در سیستم جهانی UTM نیز مشاهده کنیم.

## نقشه UTM در ایران
در سال ۱۳۵۱ شمسی ماده ۱۵۶ قانون ثبت تدوین شد و مطابق آن به منظور تشخیص حدود و موقعیت املاک واقع در شهرها و حومه، قرار شد نقشه املاک سراسر کشور به صورت کاداستر تهیه شود. این قانون پس از مدت‌ها و در سال ۱۳۹۴ لازم الاجرا شد و آیین‌نامه اجرایی آن در سال ۱۳۹۵ به تصویب رئیس قوه قضاییه رسید.
سازمان ثبت کشور مطابق قانون کاداستر موظف شد تا ظرف مدت ۵ سال از تاریخ لازم الاجرا شدن این قانون، نقشه املاک سراسر کشور را در قالب سیستم مختصات UTM تهیه کند. تهیه نقشه املاک به ترتیب از استان‌ها خوزستان، زنجان، قزوین، کرمانشاه و ایلام آغاز شد و پس از آن، روش نقشه‌برداری سنتی به نقشه‌برداری کاداستر تبدیل شد.[
تهیه نقشه UTM املاک در ایران کاربردهای فراوانی دارد. برای تهیه سند تک برگ، گرفتن دستور نقشه و پروانه ساختمانی از شهرداری، دریافت مجوز دیوارکشی از جهاد کشاورزی، تشخیص اراضی ملی و منابع طبیعی و دریافت انشعاب برق و گاز در روستاها نیاز به تهیه نقشه UTM عرصه و اعیان املاک می‌باشد.[
تهیه نقشه UTM به وسیله مهندسان نقشه‌بردار عضو نظام مهندسی هر استان و همچنین کارشناسان رسمی دادگستری در رشته‌های نقشه‌برداری و امور ثبتی انجام می‌شود.

## نگارخانه

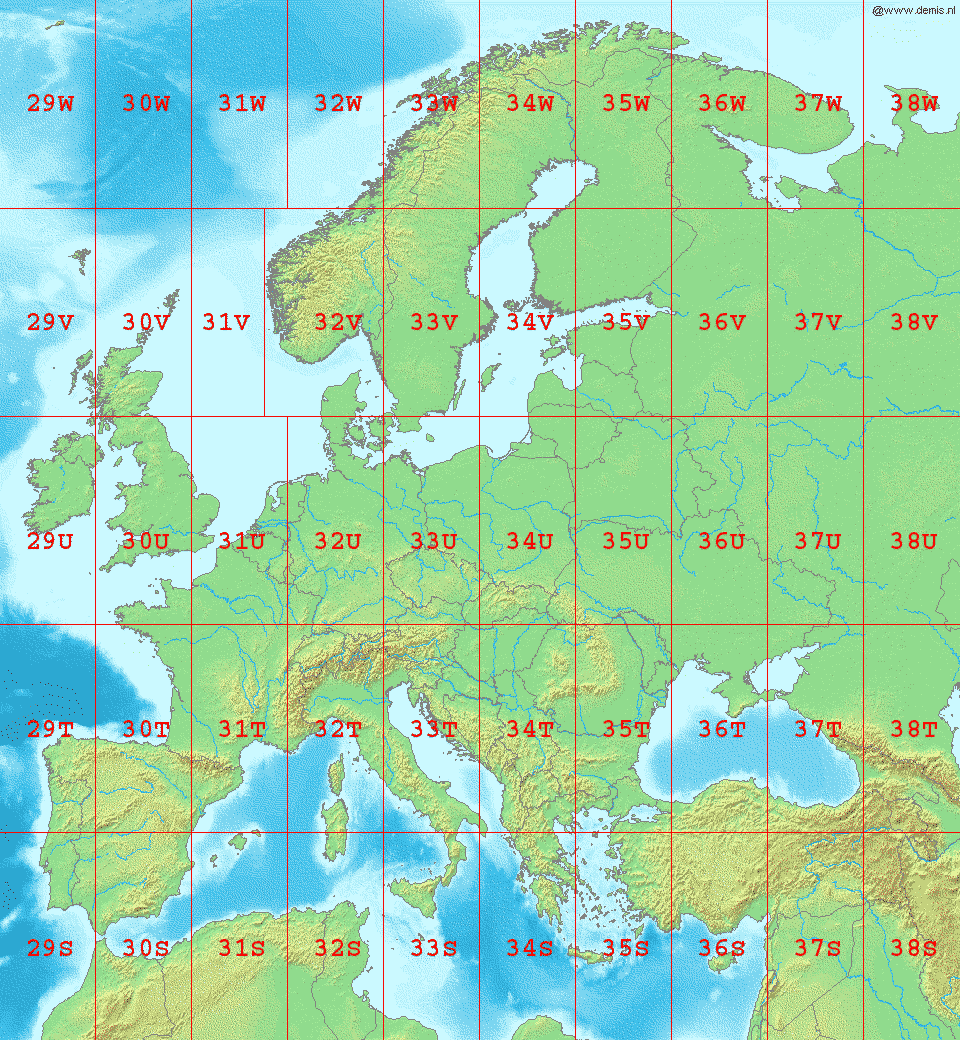
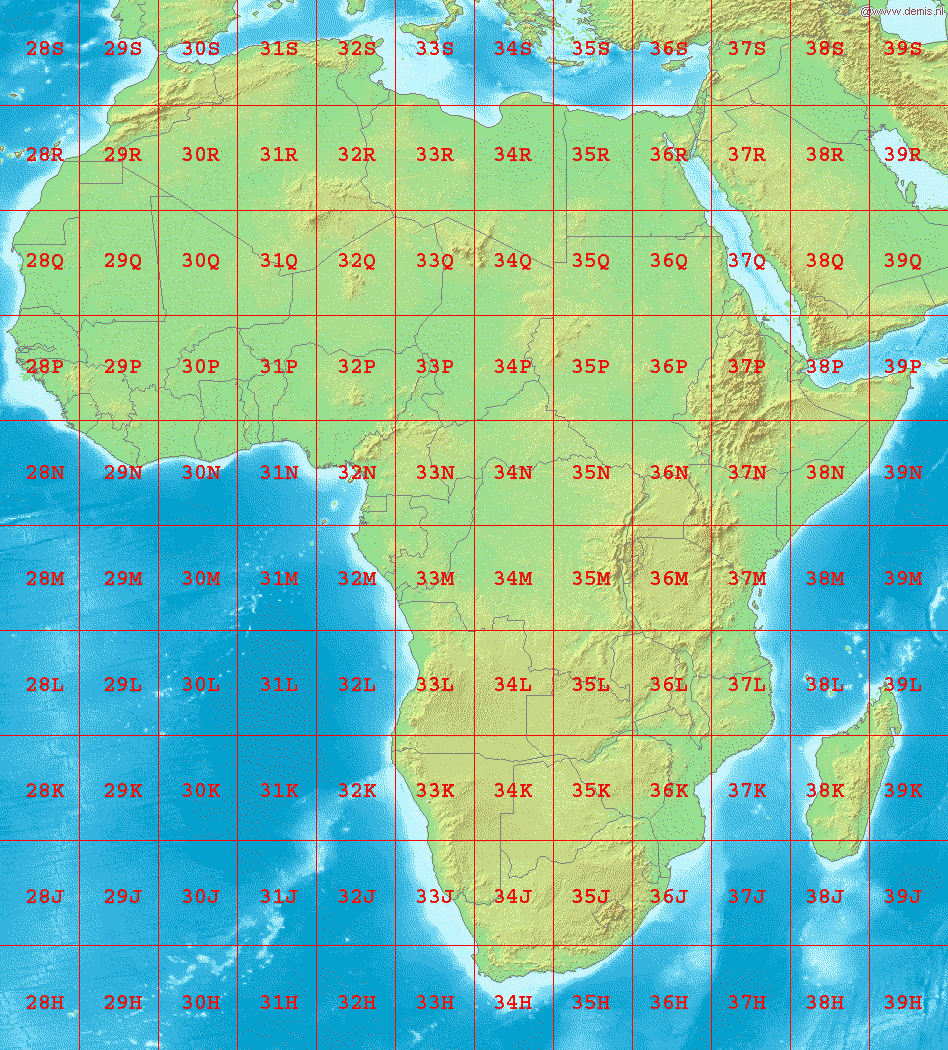
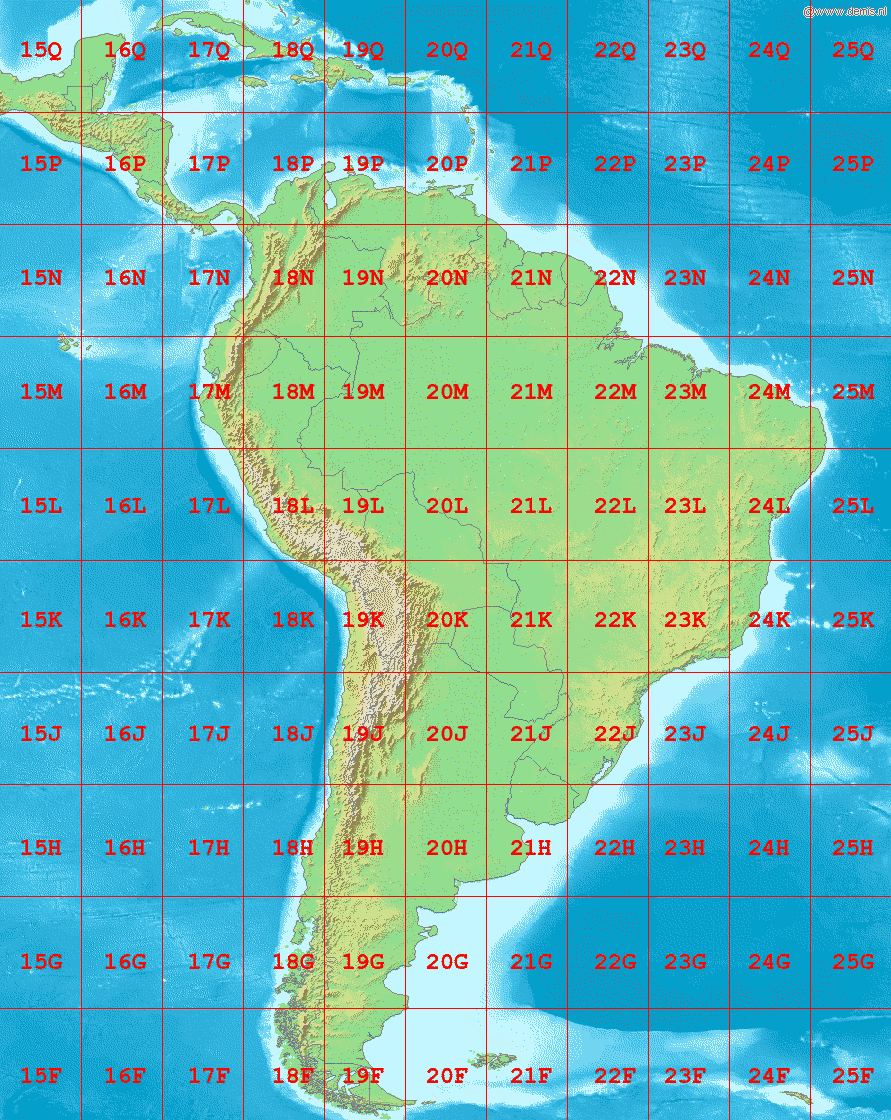
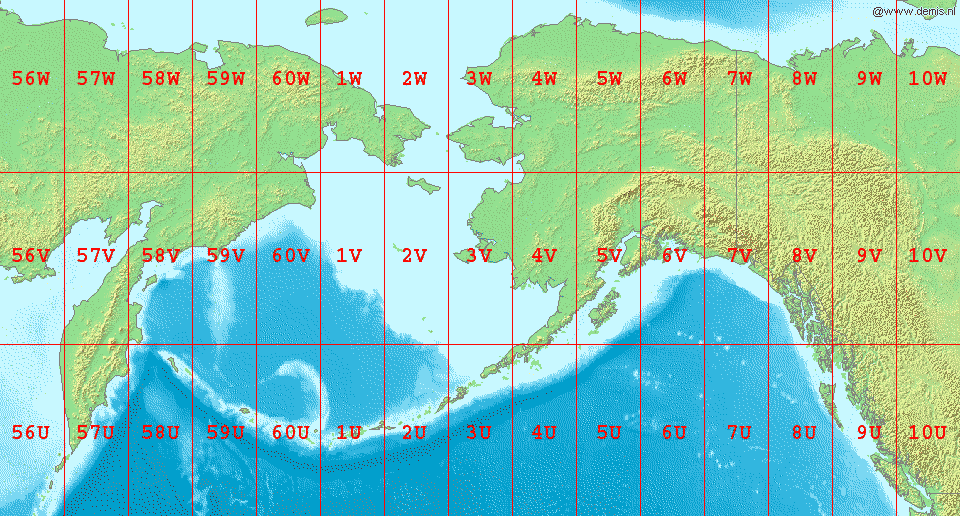